# Farid Hajkal al-Khazen
Szejk Farid Hajkal al-Khazen – libański prawnik i polityk, katolik-maronita. Ukończył prawo na Uniwersytecie św. Józefa w Bejrucie. W latach 2000–2005 był deputowanym libańskiego parlamentu, reprezentującym dystrykt Kasarwan. W 2004 roku został mianowany ministrem turystyki w rządzie Umara Karamiego. Zrezygnował ze stanowiska wkrótce po zabójstwie Rafika al-Haririego w proteście przeciwko brakowi bezpieczeństwa w Libanie.